# Open de Nice Côte d'Azur 2015
L'Open de Nice Côte d'Azur 2015  è stata la 30ª edizione del torneo ATP Nizza. Fa parte dell'ATP World Tour 250 series nell'ambito dell'ATP World Tour 2015. Il torneo si è giocato sulla terra rossa del Nice Lawn Tennis Club in Francia, dal 17 al 23 maggio 2015.

## Partecipanti ATP

### Teste di serie
| Nazione     | Giocatore      | Ranking* | Testa di serie |
| ----------- | -------------- | -------- | -------------- |
| Francia     | Gilles Simon   | 12       | 1              |
| Stati Uniti | John Isner     | 17       | 2              |
| Lettonia    | Ernests Gulbis | 22       | 3              |
| Argentina   | Leonardo Mayer | 25       | 4              |
| Australia   | Bernard Tomić  | 27       | 5              |
| Australia   | Nick Kyrgios   | 30       | 6              |
| Stati Uniti | Jack Sock      | 33       | 7              |
| Argentina   | Juan Mónaco    | 36       | 8              |

* Le teste di serie sono basate sul ranking dell'11 maggio 2015.

### Altri partecipanti
I seguenti giocatori hanno ricevuto una wild card per il tabellone principale: 
- Maxime Hamou
- Thanasi Kokkinakis
- Lucas Pouille

I seguenti giocatori sono passati dalle qualificazioni:

- Ruben Bemelmans
- Samuel Groth
- Gianni Mina
- Michael Venus

## Campioni

### Singolare maschile
Dominic Thiem ha sconfitto in finale  Leonardo Mayer per 6(8)–7, 7–5, 7–6(2).
- È il primo titolo in carriera per Thiem.

### Doppio maschile
Mate Pavić /  Michael Venus hanno sconfitto in finale  Jean-Julien Rojer /  Horia Tecău per 7–6(4), 2–6, [10–8].